# Cathlamet
Cathlamet (Kathlamet), pleme Chinookan Indijanaca s obje obale ušća Columbije u današnjem Oregonu i Washingtonu. Njihovo brojno stanje (1700) moglo je biti oko 500, (300 u Oregonu i 200 u Washingtonu, a 1849 preostalo ih je oko 60. Ostaci plemena završili su na rezervatu Yakima, i dio možda na rezervatu Quinault. Kao samostalno pleme više ne postoje.

## Ime
Sami sebe nazivali su Kathlamet, a Swanton mu ne zna značenje. Drugi smatraju da dolazi od činučkog calamet (=stone), u aluziji na stjenovitu obalu Columbije uz koju su živjeli. Clackamasi su ih nazivali Guithlamethl, što bi mogla biti njihova varijanta iste riječi, a nazivali su ih i Guasámas. Značenja ovih naziva su nepoznati kao i chinook naziv Kwillu'chini. 

## Sela
- Ika'naiak, na desnoj obali Columbije na ušću Coal Creek Slougha istočno od Oak Pointa.
- Ilo'humin, desna obala Columbije nasuprot Puget Islanda i kod ušća Alockman Creeka.
- Kathla'amat, lijeva obala Columbije, 4 milje od Puget Islanda.
- Ta'nas ilu' , na Tanas Ilahee Islandu, uz lijevu obalu Columbia River.
- Wa'kaiyakam, Alockman Creek, nasuprot sela Ilo'humin.

## Povijest
Cathlamete prvi susreću 1792 Robert Gray i John Boit, a kasnije George Vancouver. Lewis i Clark koji će 1805. zimovati u Fort Clatsopu, blizu današnje Astorije izvještavaju da ih ima oko 300, i da žive na južnoj obali Columbije u 9 velikih kuća od dasaka. Ranog siječnja sljedeće 1806. godine njihov tia (poglavica) Shahawacap i 11 njegovih ljudi posjetilo je Fort Clatsop. Pet godina kasnije (1811) na njihovom području utemeljena je Astoria, a ovo će biti i uvod u njihovu skoru propast. Dolazak bijelog čovjeka doneo im je nekoliko epidemija boginja koje će ih pogoditi 1824. i 1829., a godinu dana kasnije i epidemija malarije. Populacija Cathlameta spala je za 80%, a 1849. preostalo ih je tek 58. 

## Etnografija
Vrijedne podatke o Cathlameti zahvaljujemo ranim putnicima, a Meriwether Lewis piše kako su običavali vršiti deforamciju lubanje, te da se u običajima i odjeći ne razlikuju od Wahkiakuma Clatsopa i Chinooka. Riba i wappatoo-korijenje glavna su im hrana.

## Vanjske poveznice
- Cathlamet Indians  Arhivirana inačica izvorne stranice od 23. travnja 2003. (Wayback Machine)
- Kathlamet Word Set
- Chinookan Indian Tribes  Arhivirana inačica izvorne stranice od 23. travnja 2009. (Wayback Machine)